# 浜崎洋介
浜崎 洋介（はまさき ようすけ、1978年10月28日- ）は、 日本の文芸批評家。東京工業大学、法政大学、日本大学芸術学部の非常勤講師を経て、京都大学経営管理大学院特定准教授。専門は日本近代文学、批評理論、比較文学。博士（学術）（東京工業大学）。

## 経歴
埼玉県大宮市（現・さいたま市）出身、生後半年で生地を離れ、その後、広島、大阪、神戸、東京を転々とする。
東京都立北園高等学校を卒業後、日本大学芸術学部に入学、2001年に卒業する。大学では小説の書き方を学んだ。
卒業後は井口時男が教えていた東京工業大学大学院へと進学したかったが、入試時間を間違えてしまい1年浪人する。
2010年、東京工業大学大学院社会理工学研究科価値システム専攻博士課程修了。「福田恆存の思想 : 作家論･芸術論･国語論の観点から」で博士（学術）。主査は井口時男。
2017年、すばるクリティーク賞の選考委員に就任。
2022年、『小林秀雄の「人生」論』で第31回山本七平奨励賞を受賞。

## 著作

### 単著
- 『福田恆存　思想の〈かたち〉ーーイロニー・演戯・言葉』（新曜社、2011年）
- 『反戦後論』（文藝春秋、2017年）
- 『三島由紀夫ーーなぜ、死んでみせねばならなかったのか』（シリーズ・戦後思想のエッセンス：NHK出版、2020年10月）
- 『小林秀雄の「人生」論』（NHK出版新書、2021年11月）
- 『ぼんやりとした不安の近代日本ーー大東亜戦争の本当の理由』（ビジネス社、2022年8月）
- 『小林秀雄、吉本隆明、福田恆存ーー日本人の「断絶」を乗り越える』（イマジニア、2025年）- 放送講義録

### 共著
- （先崎彰容）『アフター・モダニティ 近代日本の思想と批評』（北樹出版〈叢書 新文明学〉、2014年）、ISBN 9784779304316
- （西部邁・澤村修治）『西部邁 最後の思索「日本人とは、そも何者ぞ」』（飛鳥新社、2018年）-「西部邁ゼミナール」を書籍化
- （養老孟司）『AI支配でヒトは死ぬ。システムから外れ、自分の身体で考える』（ビジネス社、2021年）- 聞き手、身体論から人工知能社会への批判
- （編著・座談会ほか）『絶望の果ての戦後論　文学から読み解く日本精神のゆくえ』（啓文社書房「クライテリオン叢書」、2024年）

### 編・解説
- （福田恆存）『保守とは何か』（文春学藝ライブラリー（文庫版）、2013年）、ISBN 978-4168130021
- （福田恆存）『国家とは何か』（文春学藝ライブラリー、2014年）、ISBN 978-4168130342
- （福田恆存）『人間とは何か』（文春学藝ライブラリー、2016年）、ISBN 978-4168130595
- （福田恆存）『私の人間論―福田恆存覚書』（ビジネス社、2020年11月）、ISBN 978-4828422220

文庫解説
- （福田恆存）『私の英国史』（中公文庫、2015年）、ISBN 978-4122060845
- （福田恆存）『芥川龍之介と太宰治』（講談社文芸文庫、2018年）、ISBN 978-4065132999
- （福田逸）『父・福田恆存』（文春学藝ライブラリー、2021年）、ISBN 978-4168130922

### 論文等
- 論文「福田恆存の「政治と文学」-D･H･ロレンスからの影響」『日本比較文学会東京支部研究報告』4号2007年9月
- 論文「福田恆存の「イロニー」-芥川龍之介論と保田與重郎」『文芸研究―文芸・言語・思想』第166集2008年9月
- 評論「大岡信と保田與重郎−「日本的美意識」の問題」『大岡信ことば館便り』2013年春号―季刊第11号
- 評論「郊外論/故郷論-「虚構の時代」の後に」『現在知vol.1-郊外 その危機と再生 』(NHKブックス別巻)2013年4月
- 時評「道徳は教えられない」『文藝春秋』2013年12月号
- 評論「中上健次と私」『すばる』2014年1月号
- 評論「アーレントと福田恆存−全体主義(totalitarianism)と全体(wholeness）」『表現者』53号/2014年3月号
- 評論「柄谷行人試論-〈単独者＝文学〉の場所をめぐって」『すばる』2015年2月号
- 評論「宿命としての大東亜戦争-小林秀雄はなぜ反省しなかったか」『文藝春秋SPECIAL』2015年季刊春号
- 評論「ロレンスとピケティ-その人間観をめぐって」『表現者』60号/2015年5月号
- 評論「福田恆存の『実存』-『特権的状態』論をめぐって」『総特集・福田恆存―人間・この劇的なるもの』河出書房新社〈文藝別冊〉、2015年5月
- 評論「小林秀雄の〈批評=学問〉論-『国語教育』の在り処」『国語教室』大修館書店、2015年5月
- 評論「福田恆存とシェイクスピアその紐帯」」『すばる』2016年5月号
- 評論「小説の運命」『新潮』2016年5月号
- 評論「坂口安吾の『いたわり』―『カラクリ』と『ふるさと』のあいだで」『すばる』2017年4月号
- 評論「観念的な、あまりに観念的な―戦後批評の『弱さ』について―」『すばる』2018年1月号
- 評論「動揺する精神―江藤淳の生と死」『江藤淳―終わる平成から昭和の保守を問う』河出書房新社〈文藝別冊〉、2019年5月